# Indice de menace de temps violent
Pour les articles homonymes, voir Sweat.
L’indice de menace de temps violent (anglais : SWEAT pour « severe weather threat index »),  est l’un des indices de stabilité de l'air qui fournit une probabilité de déclenchement d'orages ainsi que de génération de phénomènes violents associés (grêle, rafale descendante, tornade, pluie torrentielle sous orage). 
Contrairement aux indices comme l’indice de soulèvement et de Showalter, cet indice ne tient pas uniquement compte des valeurs de la température et du point de rosée pour calculer le potentiel des orages, il utilise également une mesure des forces dynamiques en jeu en utilisant la vitesse des vents à 850 et à 500 hectopascals, et un terme qui représente leur cisaillement directionnel entre ces deux niveaux. Il tient également compte de l'indice TT et d'un terme représentant l'humidité à bas niveau. Ces données, déduites d'un radiosondage, sont utilisées dans la prévision des orages violents.

## Définition
Robert C. Miller, un météorologue, a publié un article en 1972 à propos du développement orageux où il proposa l’indice SWEAT (Severe Weather Threat). Miller est particulièrement connu, avec son collègue E. J. Fawbush, pour la première prévision de tornade en temps réel couronnée de succès en 1948, alors qu'il travaillait pour la US Air Force. Ses travaux se sont ensuite poursuivi dans ce domaine en utilisant les données sur les orages se développant dans les Grandes Plaines américaines. 
Miller précise clairement que les termes de cisaillement qui sont utilisés dans son indice visent à exclure tout orage « ordinaire » et que SWEAT n'est destiné qu'à la prévision d'orages violents. L'indice est donc défini comme, : 
{\displaystyle SWEAT=12T_{d_{850}}+20(TT-49)+2f_{850}+f_{500}+125(S+0,2)}
où : 
{\displaystyle T_{d_{850}}}  = point de rosée à 850 hPa
{\displaystyle TT}  = indice total-total = {\displaystyle T_{850}+T_{d_{850}}-(2} {\displaystyle T_{500})}
{\displaystyle T_{500}} = Température à 500 hPa
{\displaystyle f_{850}}  = vitesse du vent à 850 hPa
{\displaystyle f_{500}}  = vitesse du vent à 500 mb
S = {\displaystyle \sin \left(\alpha \right)} (différence entre les directions du vent à 500 mb et à 850 mb)
Il faut noter qu'aucun terme de la formule ne peut devenir négatif. Si l'une de ces conditions suivantes n'est pas respectée, sa valeur doit être fixée à zéro :
- Les vitesses du vent doivent être supérieures à 15 nœuds et la différence entre les directions des vents à 500 mb et à 850 mb doivent être positives avec[3] : 
  - La direction du vent à 850 mb doit être comprise entre Sud-est et Ouest-sud-ouest (entre 130 et 250 degrés)
  - Celle du vent à 500 mb doit être entre S-ouest et Nord-ouest (entre 210 et 310 degrés).
- TT doit être > ou = 49, sinon (TT - 49) est mis à 0.

## Interprétation
L'indice SWEAT évalue la possibilité de temps violent en combinant les effets de l'humidité à bas niveau (Td à 850), l'instabilité convective (indice TT), les courants-jets maxima à 850 et 500 hpa et l'advection chaude par la différence de direction des vents entre 850 et 500 hpa. 
De ce fait, l'indice SWEAT permet de différencier la convection « ordinaire » et celle qualifiée de violente, grâce à l'incorporation de données thermodynamiques (Td à 850 et indice TT) et cinétiques (caractéristiques des vents de bas et moyens niveaux). Étant donné que l'indice SWEAT peut varier de façon significative en 12 heures, cet indice est le plus efficace lorsque ses valeurs demeurent élevées au début de la période considérée.
Voici un guide d'interprétation pour SWEAT :
- SWEAT < 300, activité convective comme des averses ou des orages faibles ;
- SWEAT entre 300 et 400, orages avec risque d’orages violents ;
- SWEAT > 400, possibilité d'orages violents avec même tornade.

L'indice SWEAT n'est certes pas influencé aussi fortement que l’indice Total-Total ou l’indice de George (K) par la présence de différentes masses d'air, cependant, comme il a été créé avec les conditions prévalant dans les plaines américaines, il fournira des résultats moins fiables dans l'air plus froid. Mais dans les bonnes conditions, les termes de la vitesse des vents peuvent à eux seuls indiquer un risque de temps violent et ces conditions peuvent très bien se produire dans une masse d'air CA (Continentale arctique).

## Utilisation
Les prévisionnistes sont d'un avis mitigé sur l'indice SWEAT. En présence des conditions climatiques pour lesquelles il a été conçu, l'indice SWEAT donne une bonne indication au météorologue. Par contre, il faut savoir que des valeurs SWEAT élevées n'impliquent pas nécessairement un temps violent ; comme tous les indices de stabilité, il s'agit d'un indicateur qui incite à un examen plus approfondi de la zone ou du radiosondage. 
Une étude canadienne a montré que l'indice SWEAT pouvait être un prédicteur important, mais la valeur moyenne pour les orages violents dans les Prairies canadiennes n'était que de 267. Cette valeur se retrouvant dans la catégorie « aucun orage violent » du tableau ci-dessus, ceci démontre qu'étant donné que Miller n'a pas classé ses cas en fonction de la situation synoptique, les conclusions auxquelles il est arrivé impliquent que l'indice SWEAT ne doit être utilisé que dans les situations pour lesquelles il a été conçu. 